# کولار
کِولار (به انگلیسی: Kevlar) نام تجاری برای الیاف ساخته شده از پارا آرامید قوی و سبک که با دیگر آرامیدها مثل نومکس و تکنورا ارتباط دارد. به‌طور معمول به صورت نخ یا پارچه‌های بافته شده یا به عنوان یک بخش از مواد کامپوزیتی استفاده می‌شود.
در حال حاضر کولار استفاده‌های زیادی دارد اعم از تایر دوچرخه، بادبان‌های مسابقه تا محافظ بدن به علت اینکه نسبت استحکام به وزن آن زیاد است و به این ترتیب با وزن یکسان، ۵ برابرفولاد استحکام دارد.

## تاریخچه
Poly-paraphenylene terephthalamide - برند کولار - توسط آمریکایی لهستانی تبار شیمیدان استفانی کولک اختراع شد. در سال ۱۹۶۴، گروه او شروع به جستجو برای یک فیبر قوی بسیار سبک وزن و جدید برای استفاده لاستیک سبک اما قوی کرد.
در آن زمان کولک مشغول به کار با پلیمرهای poly-p-phenylene-terephthalat وpolybenzamide شد که کریستال مایع منحصر به فردی که با آن پلیمر در زمان ایجاد شده بود.

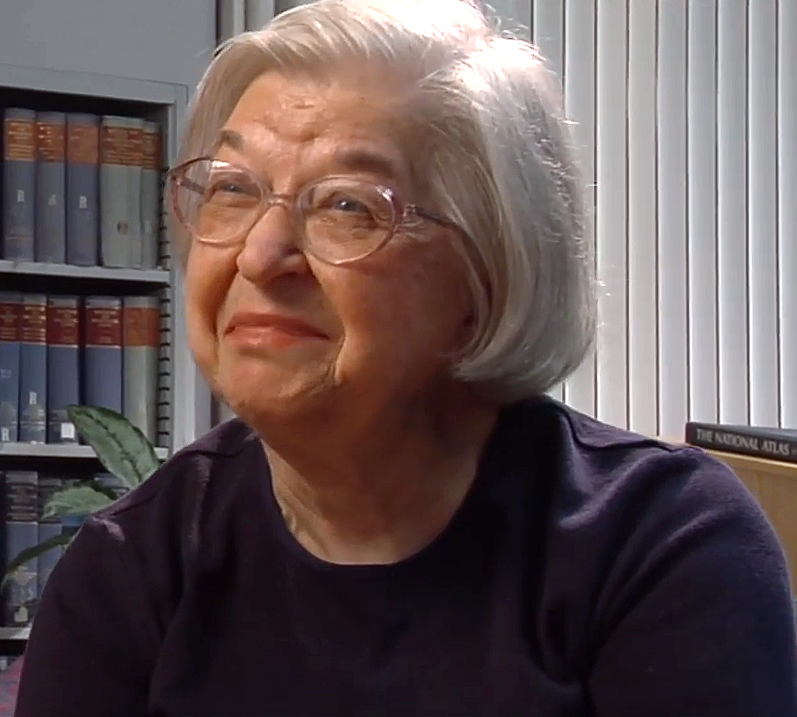
استفانی کولک، an American chemist of Polish origin, inventor of kevlar

محلول ابری شکل پس از هم زدن به حالت شیری تبدیل شد که ویسکوزیتهٔ آن پایین بود و معمولاً دور انداخته می‌شد. کولک، تکنسین‌ها و Charles Smullen محلولی را برای اداره کردن اسپینرت ارائه داد. راه حلی شگفت‌انگیز که از پاره شدن الیاف جلوگیری کندو برخلاف نایلون بود.
سرپرست او و مدیر آزمایشگاه اهمیت کشف چنین اتفاقی را دریافتند و یک میدان جدید شیمی پلیمر به سرعت به وجود آمد. در سال ۱۹۷۱، کولار مدرن معرفی شد اما با این حال کولک بسیار در توسعهٔ برنامه‌های کاربردی تولید کولار درگیر نیست.

## خواص
وقتی کولار تافته می‌شود، الیاف حاصل خصوصیات کشسانی بسیار عالی دارد و وقتی این الیاف بافته می‌شود برای طناب‌های کشتیها و دیگر مصارف زیر آب مناسب است.
کولار مدل یا درجه دارد:
1. کولار 49
2. کولار 29
3. کولار 555

به‌طور عام کولار برای تقویت تیرها و ادوات مکانیکی پلاستیکی استفاده می‌شود. کولار ۲۹ در کابل‌ها و به عنوان جایگزینی برای آزبست در لنت ترمز و جلیقه ضد گلوله استفاده می‌شود. کولار ۴۹ بهترین خاصیت کشسایی را دارا است و به عنوان تقویت‌کننده پلاستیک در ساخت بخش داخل آب قایق‌ها، در ساخت هواپیما و دوچرخه استفاده می‌شود.
الیاف کولار از زنجیرهای مولکولی طولانی پلی پارا فنیلن ترفتال آمید، تولید شده‌اند. آرایش یافتگی بالای زنجیرها به همراه اتصال خوب بین آنها، تلفیق منحصر- مدول بالا
- پایداری ابعاد عالی
- هدایت الکتریکی پایین
- مقاومت پارگی بالا
- مقاومت شیمیایی زیاد
- مقاوم به شعله و خود خاموش کن
- جمع شدگی حرارتی کم
- حفظ خواص در دماهای بسیار بالا و بسیار پایین
- خزش بسیار کم
- مقاومت سایش و اصطکاک عالی

## رنگ الیاف کولار
رنگ زرد الیاف کولار ناشی از سیستم الکترون تلفیق پیوند قوی در جهت طولی و نیروی ضعیف در جهت عرضی زنجیرهای پلیمری رفتار لیفی جالب توجهی به وجود می‌آورد. وقتی الیاف به صورت یک حلقه خم می‌شوند، درون حلقه، پیچ می‌خورد این خواص انحصاری الیاف، به کامپوزیت منتقل می‌شود. چند لایه‌های با الیاف تک جهته به عنوان مثال از کولار -اپوکسی، در جهت طولی الیاف، محکم و قوی هستند ولی در جهت عرضی دارای ضعف می‌باشند. استحکام فشاری کمتر از استحکام کششی می‌باشد و خمیدگی تحت بار فشاری یک مشکل محسوب می‌شود.
همچنین محصولNomex دارای زنجیرهای مولکولی سخت و بلند می‌باشد که از پلی متا فنیلن دی آمین تولید می‌شود. در اثر حرارت ذوب نمی‌شود و جریان پیدا نمی‌کند. تخریب و زغال گذاری تا دمای Co 350 ادامه پیدا می‌کند و از نظر شیمیایی و حرارتی بسیار پایدار است.

## تولید
کولار (پلی پارافینلین ترفتالامید) پروسه تولیدی گرانی دارد. مشکلاتی که از استفاده از اسید سولفوریک غلیظ به وجود می‌آید و همچنین نیاز به نگهداری پلیمر غیر حلال در آب به صورت محلول در طول مدت ترکیب و چرخاندن آن مسئله را مشکل می‌سازد.

Molecular structure of Kevlar: bold represents a monomer unit, dashed lines indicate hydrogen bonds.

## خواص شیمیایی
الیاف کولار از زنجیره‌های مولکولی بلند PPTA (پلی پارافینل ترافتالامید) تشکیل شده‌اند پیوندهای بین زنجیره‌ای موجود ماده را بسیار قوی می‌کند، کولار مقداری از قدرت بالای خود را از پیوندهای بین ملکولی هیدروژنی بین گروه‌های کربنیل و پروتون‌های زنجیره‌های پلیمری همسایه دریافت می‌کند و مقداری از استاکنیگ PI را از فعل و انفعالات استاکنیگ آروماتیک (معطر) بنزوتیدی بین لایه‌های بسته شده دارد. این فعل و انفعالات تأثیر زیادی بر روی کولار دارد. ساختار کولار از مولکول‌های سفت و محکم درست شده‌است که معمولاً ساختارهای صفحه مانند به جای پروتیین‌ها ابریشمی به وجود می‌آورند.

## خواص دمایی
به عنوان یک پلیمر لیفی، کولار در مقابل دمای بالا مقاومت خوبی دارد. در دماهای بالا قدرت کشسانی به‌طور آنی حدود ۱۰ تا ۲۰٪ کاهش می‌یابد و بعد از چند ساعت این قدرت و استحکام پایین‌تر می‌آید. به عنوان مثال درc° ۱۶۰ حدود ۱۰٪ کاهش بیشتر پس از ۵۰۰ ساعت کارکرد مداوم به وجود می‌آید و در c° ۲۶۰، ۵۰٪ قدرت آن پس از ۷۰ ساعت کارکرد مداوم در این دما از دست می‌رود.

## ساختار و خواص
وقتی کولار ریسیده می‌شود، الیاف حاصل دارای استحکام کششی در حدود ۳۶۲۰ مگاپاسکال است، [۱۳] و یک تراکم نسبی ۱٫۴۴است. این پیوند هیدروژنی بین مولکولی بین گروه‌های کربونیل و مراکز NH تشکیل می‌شود. قدرت اضافی از تعاملات انباشته معطر بین رشته مجاور مشتق شده‌است. این فعل و انفعالات، تأثیر بیشتری بر کولار از ون der تعاملات والس و طول زنجیره‌ای است که به‌طور معمول تحت تأثیر قرار خواص دیگر پلیمرهای مصنوعی و الیاف مانند Dyneema قرار دارند. حضور نمک و برخی دیگر ناخالصی‌ها، به خصوص کلسیم، می‌تواند با فعل و انفعالات رشته تداخل پیدا کند. ساختار کولار متشکل از مولکول‌های نسبتاً سفت و سخت که تمایل به تشکیل ساختارهای ورق مانند اغلب مسطح است و نه مانند پروتئین ابریشم. [۱۴]

## موارد استفاده
حفاظت
سرمازایی

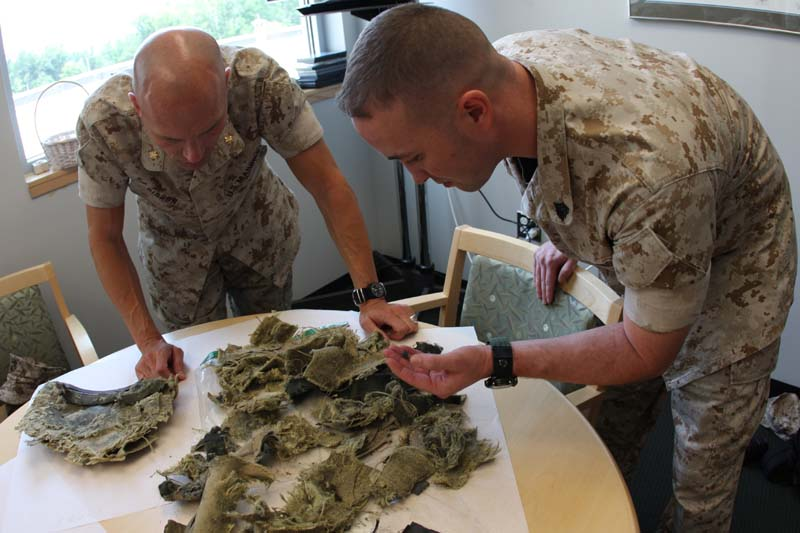
دو نظامی در حال بررسی کولار به کار رفته در تجهیزات

کولار است که اغلب در زمینه‌های خنک برای هدایت حرارتی و مقاومت بالا پایین نسبی آن به مواد دیگر برای اهداف تعلیق استفاده می‌شود. این است که اغلب به حالت تعلیق یک محفظه نمک پارامغناطیس از سنبه آهنربای ابررسانا به منظور به حداقل رساندن هرگونه نشت گرما به مواد پارامغناطیس استفاده می‌شود. همچنین به عنوان یک بن‌بست حرارتی یا پشتیبانی ساختاری که در آن نشت حرارت کم مورد نظر است استفاده می‌شود.
زره
کولار یک جزء شناخته شده از زره شخصی مثل کلاه مبارزه و جنگی، ماسک صورت بالستیک، و جلیقه‌های بالستیک است. کلاه و جلیقه PASGT توسط نیروهای نظامی ایالات متحده از سال 1980s هر دو استفاده می‌شود کولار عنوان یک جزء کلیدی، به عنوان انجام جایگزین‌های آنها. سایر کاربردها نظامی شامل ماسک‌های ضدگلوله استفاده شده توسط نگهبانان و آستر سنگ ریزه برای محافظت از خدمه وسایل نقلیه زرهی. حتی ناوهای هواپیمابر نیمیتز طبقه شامل زره و پوشش Kevlar در اطراف فضاهای حیاتی است. کاربردهای غیرنظامی مرتبط عبارتند از دنده حفاظت از خدمات اورژانس اگر آن را شامل حرارت بالا (به عنوان مثال، آتش‌نشانی)، و کولار زره بدن مانند جلیقه برای افسران پلیس، امنیت، و SWAT.
جلیقه ضدگلوله
کولار به عنوان مادهٔ سازندهٔ جلیقه‌های مقاوم در برابر گلوله و ماسک‌های صورت ضد گلوله استفاده می‌شود. شرکت PASGT که محصولات ارتش آمریکا را از ۱۹۸۰ تأمین می‌کند از کولار به عنوان ماده اصلی برای ساخت این محصولات استفاده می‌کند. دیگر موارد استفاده آن ماسک‌های ضد گلوله نگهبان هاست.
یکی از رایج ترین موارد استفاده از الیاف کولار، در بافت دستکش های صنعتی، پیش بند و لباس های ایمنی برای محافظت از کارگران در برابر بریدگی، سوراخ شدن و ساییدگی می باشد. همچنین در کلاه ایمنی و لباس های مقاوم در برابر آتش نیز کاربرد دارد.
موارد استفاده آن در شهرها لباس‌های موتورسوارانی است که در مقابل خراشیدگی محافظت می‌کند و همین‌طور در شرایط اورژانسی که مقابله با دمای بالا مورد نیاز است (آتش‌نشانی) و همچنین در گروه‌های ضربت استفاده می‌شود.
ریسمان و کابل
این لیف به صورت بافته در کابل‌هایی که در آن‌ها به وسیلهٔ آستینی از پلی اتیلن این الیاف ثابت نگه داشته شده‌اند که به نام پارافیل معروف است استفاده می‌شوند. این الیاف در پل‌های معلق استفاده می‌شوند، هم چنین برای پر کردن ترک‌های ستون‌های تبرید از طریق سانتریفوژ برای بستن و پر کردن ترک‌ها استفاده می‌شوند.
استفاده در ورزش
کولار بسیار زیاد در قایق‌های مسابقه و همچنین یک لایهٔ داخلی در تایر دوچرخه برای جلوگیری از پنچر شدن است و همچنین به علت استحکام عالی آن برای فیتیله فایر پوئی و همچنین در لباس‌های موتور سواران به ویژه در محل هائی مثل شانه و زانو استفاده می‌شود. همچنین لاین‌ها (بندها) پاراگلایدر که بال پاراگلایدر را به هارنس (صندلی) متصل می‌کند نیز از هسته کولار با روکش مقاوم در برابر سایش ساخته شده‌است.
در لنت ترمز نیز
فیبرهای تکه‌تکه شده کولار به عنوان جایگزین برای آزبست در لنت ترمز سرامیکی استفاده شده‌اند، گردوغبار ناشی از آزبست، سمی می‌باشد حال آنکه آرامیدها یک جایگزین بی خطر برای آن می‌باشند. استحکام بالا، طول عمر زیاد و مقاومت در برابر حرارت از مهم‌ترین خصوصیات کولار و سرامیک در لنت محسوب می‌شود.
گوشی‌های موتورولا و وان پلاس
این ماده به عنوان روکش پشتی در گوشی‌های موتورولا بخصوص سری Droid Razr HD و وان پلاس در گوشی وان پلاس ۲ به خاطر مقاومت و سبکی مورد استفاده قرار می‌گیرد.